# Distrikt Huancán
Der Distrikt Huancán liegt in der Provinz Huancayo der Region Junín im zentralen Westen Perus. Der Distrikt wurde am 31. Oktober 1955 gegründet. Er hat eine Fläche von 12,3 km². Beim Zensus 2017 lebten 25.972 Einwohner im Distrikt. Im Jahr 1993 betrug die Einwohnerzahl 7677, im Jahr 2007 15.024. Verwaltungssitz ist die gleichnamige 3210 m hoch gelegene Stadt Huancán, die quasi deckungsgleich mit dem Distrikt ist.

## Geographische Lage
Der Distrikt Huancán liegt im Andenhochland im Süden des Ballungsraums der Provinz- und Regionshauptstadt Huancayo. Huancán liegt 4,4 km südsüdwestlich vom Stadtzentrum von Huancayo. Der Distrikt liegt am östlichen Flussufer des nach Süden strömenden Río Mantaro und reicht im Osten bis zu den Ausläufern der peruanischen Zentralkordillere. Der Distrikt Huancán grenzt im Norden an den Distrikt Chilca, im Osten an den Distrikt Sapallanga, im Süden an den Distrikt Huayucachi sowie im Westen an den Distrikt Tres de Diciembre (Provinz Chupaca).